# Kari Ylianttila
Kari Sakari Ylianttila, född 28 augusti 1953 i Rovaniemi i finska Lappland, är en finländsk tidigare backhoppare och nuvarande backhoppstränare. Han representerade Ounasvaaran Hiihtoseura.

## Karriär
Kari Ylianttila debuterade i tysk-österrikiska backhopparveckan 29 december 1971 i Bergiselschanze i Innsbruck i Österrike (under tysk-österrikiska backhopparveckan 1971/1972 var öppningstävlingen i Innsbruck). Ylianttila blev nummer 18 i sin första deltävling i backhopparveckan. Det dröjde några år innan framgångarna kom internationellt.
Säsongen 1977/1978 i backhopparveckan blev höjdpunkten i Ylianttilas aktiva backhoppningskarriär. I öppningstävlingen i Schattenbergschanze i Oberstdorf i dåvarande Västtyskland blev Ylianttila nummer tre, 8,9 poäng efter segrande Matthias Buse och 0,8 poäng efter Martin Weber, båda från Östtyskland. DDR-hopparna dominerade öppningstävlingen med fem utövare bland de åtta bästa i prislistan. I nyårstävlingen i Große Olympiaschanze i Garmisch-Partenkirchen blev Ylianttila tvåa, 13,4 poäng efter östtyska Jochen Danneberg. Det var 6 östtyskar bland de tio bästa. I Innsbruck blev Kari Ylianttila åter nummer två, nu efter Per Bergerud från Norge och i avslutningstävlingen vann han 13,3 poäng före Walter Steiner från Schweiz och säkrade en klar seger sammanlagt i turneringen. På de nästa fem platserna i sammandraget var det östtyska backhoppare, Matthias Buse (38,6 poäng efter Ylianttila), Martin Weber (50,5 efter), Henry Glass (50,7 efter), Falko Weisspflog (54,6 efter) och Bernd Eckstein (58,3 poäng efter Yliantilla). Ylianttila var den första finländska sammanlagtsegraren i backhopparveckan på 12 år, då Veikko Kankkonen vann säsongen 1965/1966.
Kari Ylianttila var stor favorit till att vinna i Skid-VM 1978 på hemmaplan i Lahtis, men skadade sig innan VM och deltog inte i VM-tävlingarna. (Tapio Räisänen vann dock en guldmedalj för Finland i stora backen och Jari Puikkonen, Jouko Törmänen, Pentti Kokkonen och Tapio Räisänen vann en silvermedalj i lagtävlingen). Ylianttila deltog dock i de individuella tävlingarna under Skid-VM 1982 i Holmenkollen i Oslo. Han blev nummer 21 i normalbacken (Midtstubakken) och nummer 19 i stora backen. Matti Nykänen tog dock hem en guldmedalj för Finland då han vann i stora backen.
Ylianttila deltog under två olympiska spel. OS-1972 i Sapporo i Japan gav inga framgångar för Ylianttila och laget från Finland. Ylianttila blev nummer 25 i normalbacken och nummer 13 i stora backen. OS 1980 i Lake Placid i USA blev inte heller framgångsrik för Ylianttilla som slutade som nummer 32 i normalbacken och nummer 13 i stora backen, men Finland tog en guldmedalj och en bronsmedalj i stora backen genom Jouko Törmänen och Jari Puikkonen.
Kari Ylianttila avslutade sin aktiva idrottskarriär 1982.

## Senare karriär
Efter avslutad idrottskarriär har Ylianttila varit verksam som backhoppningstränare. I perioden 1987 till 1994 var han tränare för Finlands landslag. Finland hade stora framgångar under Ylianttilas tid som tränare, med bland andra Matti Nykänen och Toni Nieminen i laget. Han tränade USA:s landslag från 1994 mot olympiska spelen 2002 på hemmaplan i Salt Lake City. Han tränade fram hoppare som Alan Alborn och Clint Jones, men lyckades bara måttligt under OS (amerikanska laget blev nummer 11). Ylianttila blev tränare för det svenska landslaget säsongen 2004/2005 och blev tränare för japanska landslaget från juli 2005.